# Andreas Silberbauer
Andreas Silberbauer (17 de marzo de 1992) es un deportista austríaco que compite en duatlón. Ganó dos medallas en el Campeonato Europeo de Duatlón Campo a Través en los años 2018 y 2019.

## Palmarés internacional
| Campeonato Europeo | Campeonato Europeo     | Campeonato Europeo | Campeonato Europeo |
| Año                | Lugar                  | Medalla            | Prueba             |
| ------------------ | ---------------------- | ------------------ | ------------------ |
| 2018               | Ibiza ( España)        | Medalla de bronce  | Individual         |
| 2019               | Târgu Mureș ( Rumania) | Medalla de plata   | Individual         |